# Dominicus Geyer
Dominicus Geyer SOCist (auch Dominikus Geyer; eigentlicher Name Mathias Xaverius Geyer; * 1. März 1662 in Neisse, Fürstentum Neisse; † 5. Dezember 1726 in Warmbrunn, Herzogtum Schweidnitz) war von 1696 bis 1726 Abt des Zisterzienserabtei Grüssau.

## Leben

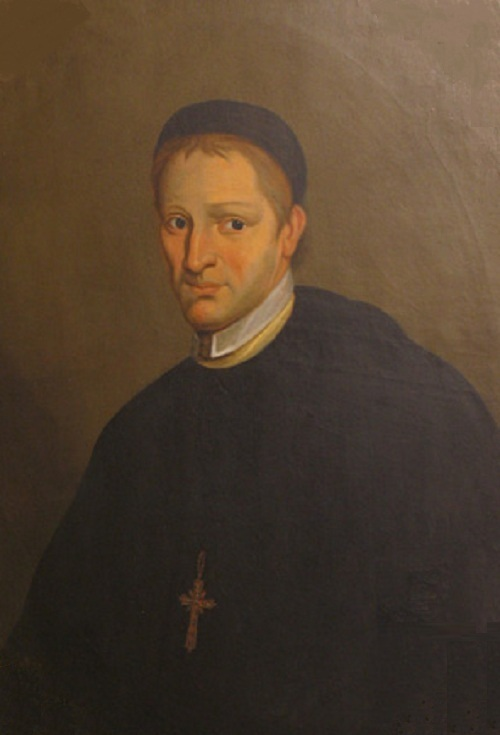
Abt Dominicus Geyer

Dominicus Geyer wurde als Mathias Xaverius Geyer geboren. Seine Eltern waren der Schuhmachermeister Mathias Geyer († 1691) und dessen Ehefrau Anna. Seine humanistischen Studien begann er in seiner Heimatstadt Neisse und vollendete sie 1680 in Breslau. Im selben Jahr trat er in das Zisterzienserkloster Grüssau ein und nahm den Ordensnamen Dominicus an. 1681 legte er die Ordensgelübde ab, anschließend begann er mit den philosophisch-theologischen Studien. Am 8. Juni 1686 wurde er in der St.-Jakobus-Kirche in Neisse zum Priester geweiht, die Primiz feierte er wenige Wochen später am Fest Mariä Heimsuchung in Grüssau. Anschließend wurde er von Abt Bernhard Rosa zum Sakristan und Kirchenkustos ernannt. Nachdem er seine theologischen Kenntnisse vertieft hatte, lehrte er ab 1689 Philosophie und Theologie am Grüssauer Hausseminar. Im selben Jahr wurde er Mitglied der Breslauer St.-Thomas-Bruderschaft der Dominikaner. Ab 1692 bekleidete er das Amt des Subpriors und des Archivars. Aus Altersgründen übertrug ihm Abt Bernhard Rosa zunehmend auch Verwaltungstätigkeiten, u. a. die Oberaufsicht über den Neubau der Grüssauer St.-Josephs-Kirche. Häufig musste er auch Geschäftsreisen übernehmen.
Nach dem Tod des Abtes Bernhard Rosa am 1. November 1696 übernahm der Heinrichauer Abt Heinrich IV. Kahlert die Organisation der anstehenden Abtswahl. Ihm zur Seite standen Abt Malachias Baguda von Himmelwitz sowie Abt Augustin Neudeck von Kamenz. Bei der Wahl am 22. November d. J. waren auch der Landesälteste Hans Heinrich Freiherr von Nimptsch und der kaiserliche Rat und Landesdeputierte Hans Maximilian von Lilienthal auf Eisendorf zugegen. Bereits beim ersten Wahlgang wurde Dominicus Geyer mit allen Stimmen gewählt. Anschließend zog der Konvent das Te Deum singend, mit brennenden Kerzen zum Kapitelsaal. Dort führte Abt Heinrich IV. Kahlert den Neugewählten zum Abtsstuhl und überreichte ihm den Abtsstab.
Unmittelbar nach der Wahl erschienen in Grüssau als Abgesandte des Königgrätzer Bischofs Johann Franz Christoph von Talmberg die Dechanten aus den unweit gelegenen böhmischen Städten Náchod und Trautenau mit einem weltlichen Kapitelsekretär. Sie sollten der Abtswahl präsidieren bzw. eine bereits vollzogene Wahl für ungültig erklären. Offensichtlich war Bischof Talmberg der Ansicht, dass ihm aus historischen Gründen als Episcopus diocesanus in Grüssau das Recht des Vorsitzes und der Bestätigung der Wahl (jus praesidenti et corfirmandi) zustehe. Erst nachdem die Abgesandten überzeugt werden konnten, dass Grüssau seit Anfang an zum Bistum Breslau gehöre, dessen Fürstbischof 1677 den schlesischen Zisterziensern die freie Abtswahl garantiert hatte, zogen sie ab. Während Generalabt Nikolaus Larcher von Citeaux Geyers Wahl schon am 19. Februar 1697 bestätigte, zog sich die Zustimmung des Landeshauptmanns von Schweidnitz, Hans Friedrich von Nimptsch auf Ölse bis zum 16. Juni d. J. hin.
Weitere Schwierigkeiten ergaben sich mit der Abtsweihe. Im Zuge der Beilegung eines Exemptionsstreits hatten die schlesischen Zisterzienser bereits 1677 von ihrem damaligen Diözesanbischof Karl II. von Liechtenstein-Kastelkorn das Recht der freien Abtswahl erhalten und verzichteten im Gegenzug auf ihr Ordensprivileg, die Abtsweihe vom Abt des Mutterhauses zu empfangen. Allerdings konnte die Weihe durch den Fürstbischof Franz Ludwig von Pfalz-Neuburg nicht vollzogen werden, da er selbst noch nicht die Priesterweihe empfangen hatte. Warum der Weiheauftrag nicht dem Breslauer Weihbischof Johann Brunetti übertragen wurde, ist nicht bekannt. Jedenfalls erreichte Dominicus Geyer vom Fürstbischof am 4. Juni 1697 die Ausnahmegenehmigung, dass die Benediktion durch den Heinrichauer Abt Heinrich Kahlert gespendet werden darf. Diese fand am 15. September 1697 in der Stiftskirche von Heinrichau statt. Zu den Teilnehmern gehörte auch der Braunauer Abt Othmar Daniel Zinke. Am 5. Februar 1700 wurde Dominicus Geyer von Kaiser Leopold I. zum kaiserlichen Rat und am 10. Oktober 1722 zum Vorsitzenden der Steuer-Rektifikationskommission (Steuerfestsetzungskommission) für die Fürstentümer Schweidnitz und Jauer ernannt.
Als Nachfolger des erfolgreichen und kunstsinnigen Abtes Bernhard Rosa übernahm Abt Dominicus Geyer geordnete Verhältnisse. Die meisten Wirtschaftsgebäude waren neu, die landwirtschaftlichen Erträge und der Viehbestand mustergültig. Während seiner Amtszeit schaffte er das Privateigentum der Mönche ab und achtete auf Glaubensstrenge sowie die Einhaltung der Ordensregeln. 1703 erwarb er von den Freiherren von Zedlitz das verschuldete Bolkenhainer Burglehen mit den Dörfern Einsiedel, Giesmannsdorf, Hohenhelmsdorf, Ruhbank, Klein-Waltersdorf und Wiesau. Mit diesem Erwerb erreichte das Grüssauer Stiftsland eine Größe von 297 Quadratkilometern. Nachfolgend wurde die zerfallene Bolkoburg 1703–1715 vollständig renoviert und ausgestattet. In den zugehörigen Burgdörfern wurden neue Häuser errichtet, die günstig an Siedler vergeben wurden, außerdem weitere Mühlen, Kretschame u. a. In Ruhbank entstand ein herrschaftliches Schloss, in dem ein Pater als Verwalter der Bolkenhainer Gutsherrschaft residierte.
Große Verdienste erwarb sich Dominicus Geyer um den Bau bzw. die Renovierung von Kirchen und anderen Gebäuden des Grüssauer Stiftslandes:
- In Liebau veranlasste er 1699 den Neubau der Stadtpfarrkirche, 1725 wurde das Rathaus nach Entwurf des Baumeisters Felix Hammerschmied aus Schweidnitz errichtet.
- In Schömberg wurde 1701 ein neues Gerichtshaus errichtet, 1707 die „Apostelhäuser“ und 1717 der Brunnen auf dem Ring. Am St.-Anna-Berg bei Schömberg begann 1722 der Bau der St.-Anna-Kirche.
- 1707 wurde die St.-Laurentius-Kapelle auf der Schneekoppe renoviert.
- 1707–1720 entstand in Wittgendorf die neue Pfarrkirche.
- In Altreichenau erfolgte ab 1703 der Bau der St.-Nikolaus-Kirche.
- In Albendorf wurde 1711–1722 die Pfarrkirche umgebaut.
- 1723 wurde in Ullersdorf beim Sommerschloss der Grüssauer Äbte die Vierzehnnothelfer-Kirche erweitert.
- Ab 1703 wurden die unter Abt Bernhard Rosa errichteten Kapellen des Grüssauer Kreuzwegs, für den bereits 1682 das Andachtsbuch des Grüssauer Passionsbuches gedruckt worden war, neu in Stein aufgebaut.
- In Schweidnitz errichtete Dominicus Geyer 1723–1725 für die Grüssauer Äbte eine Stadtresidenz, das sogenannte Grüssauer Haus, das auch als „Stiftshof“ bezeichnet wurde. Die Residenz sollte ihm und seinen Nachfolgern während der Landtagssitzungen des Fürstentums Schweidnitz-Jauer als Stadtunterkunft dienen.

Während der Regierungszeit des Abtes Dominicus Geyer legten 43 Mönche das Ordensgelübde ab. Gegenüber seinen Untertanen war er gütig und hilfsbereit. Die von seinem Vorgänger eingeführten Armenspeisungen führte er in vollem Umfang fort. Die von ihm geförderte St.-Josephs-Bruderschaft verzeichnete jährlich über 2000 neue Mitglieder aller Stände. Er achtete auf die Seelsorge und visitierte regelmäßig die Kirchen seines Stiftslandes. Nach einem Schlaganfall 1723 erholte er sich nicht mehr, blieb aber weiterhin im Amt. Unterstützt wurde er von seinem Sekretär Benedikt Seidel sowie dem Prior Mathias Rösner. Nachdem sich sein Zustand verschlechterte, begab er sich am 23. November 1726 zur Badekur in die Propstei Warmbrunn. Dort starb er am 5. Dezember 1726. Sein Leichnam wurde am 10. Dezember d. J. in der Grüssauer Klosterkirche beigesetzt. Nachfolger im Amt wurde Innozenz Fritsch.